# Gran Premio di Germania 1994
Il Gran Premio di Germania 1994 si svolse il 31 luglio 1994 sull'Hockenheimring e fu il nono appuntamento mondiale della stagione 1994.
La gara segnò il ritorno alla vittoria della Ferrari dopo quasi quattro anni di assenza dal gradino più alto del podio.
Tra gli episodi salienti della gara, ci fu un incendio che scoppiò sulla Benetton di Jos Verstappen al momento del pit-stop. Il pilota olandese riportò, fortunatamente, solo alcune piccole ustioni.

## Qualifica
| Pos                     | No | Pilota                | Costruttore       | Tempo    | Distacco |
| ----------------------- | -- | --------------------- | ----------------- | -------- | -------- |
| 1                       | 28 | Gerhard Berger        | Ferrari           | 1'43"582 |          |
| 2                       | 27 | Jean Alesi            | Ferrari           | 1'44"012 | +0.430   |
| 3                       | 0  | Damon Hill            | Williams-Renault  | 1'44"026 | +0.444   |
| 4                       | 5  | Michael Schumacher    | Benetton-Ford     | 1'44"268 | +0.686   |
| 5                       | 3  | Ukyo Katayama         | Tyrrell-Yamaha    | 1'44"718 | +1.136   |
| 6                       | 2  | David Coulthard       | Williams-Renault  | 1.45:146 | +1.564   |
| 7                       | 4  | Mark Blundell         | Tyrrell-Yamaha    | 1'45"474 | +1.892   |
| 8                       | 7  | Mika Häkkinen         | McLaren-Peugeot   | 1'45"487 | +1.905   |
| 9                       | 30 | Heinz-Harald Frentzen | Sauber-Mercedes   | 1'45"893 | +2.311   |
| 10                      | 15 | Eddie Irvine          | Jordan-Hart       | 1'45"911 | +2.329   |
| 11                      | 14 | Rubens Barrichello    | Jordan-Hart       | 1'45"939 | +2.357   |
| 12                      | 26 | Olivier Panis         | Ligier-Renault    | 1'46"165 | +2.583   |
| 13                      | 8  | Martin Brundle        | McLaren-Peugeot   | 1'46"218 | +2.636   |
| 14                      | 25 | Éric Bernard          | Ligier-Renault    | 1'46"290 | +2.708   |
| 15                      | 12 | Johnny Herbert        | Lotus-Mugen-Honda | 1'46"630 | +3.048   |
| 16                      | 10 | Gianni Morbidelli     | Footwork-Ford     | 1'46"817 | +3.235   |
| 17                      | 9  | Christian Fittipaldi  | Footwork-Ford     | 1'47"102 | +3.520   |
| 18                      | 29 | Andrea De Cesaris     | Sauber-Mercedes   | 1'47"235 | +3.653   |
| 19                      | 6  | Jos Verstappen        | Benetton-Ford     | 1'47"316 | +3.734   |
| 20                      | 23 | Pierluigi Martini     | Minardi-Ford      | 1'47"402 | +3.820   |
| 21                      | 11 | Alessandro Zanardi    | Lotus-Mugen-Honda | 1'47"425 | +3.843   |
| 22                      | 20 | Érik Comas            | Larrousse-Ford    | 1'48"229 | +4.647   |
| 23                      | 24 | Michele Alboreto      | Minardi-Ford      | 1'48"295 | +4.713   |
| 24                      | 19 | Olivier Beretta       | Larrousse-Ford    | 1'48"681 | +5.099   |
| 25                      | 31 | David Brabham         | Simtek-Ford       | 1'48"870 | +5.288   |
| 26                      | 32 | Jean-Marc Gounon      | Simtek-Ford       | 1'49"204 | +5.622   |
| Vetture non qualificate |    |                       |                   |          |          |
| NQ                      | 33 | Paul Belmondo         | Pacific-Ilmor     | 1'51"122 | +7.540   |
| NQ                      | 34 | Bertrand Gachot       | Pacific-Ilmor     | 1'51"292 | +7.710   |

## Gara

### Cronaca
Alla partenza avviene un primo incidente nelle retrovie che coinvolge quattro monoposto, ma il peggio accade qualche istante dopo: alla fine del rettilineo, Hakkinen stringe verso il centro della pista e causa un contatto con la Williams-Renault di Coulthard. Il pilota della Mclaren perde il controllo della vettura, che si gira ed esce di pista tagliando la strada alle monoposto che sopraggiungono. Altre sei vetture vengono coinvolte in questo incidente e sono costrette al ritiro, mentre altre, essendo danneggiate, rientrano ai box il giro seguente. Per fortuna non c'è nessuna conseguenza fisica per nessuno dei piloti coinvolti. Intanto anche Alesi è costretto a ritirarsi poche centinaia di metri più avanti per problemi all'elettronica della monoposto. Nonostante il pericolo di detriti in pista e di vetture ferme in vari punti del tracciato, la gara non viene interrotta.
Le due Williams di Coulthard e Hill rientrano ai box dopo l'incidente e finiscono nelle retrovie perdendo più di un giro nei confronti degli avversari e non potendo più lottare per posizioni importanti. Dunque la gara continua con Berger, sulla Ferrari, in prima posizione, seguito a pochi decimi da Schumacher.
Il tedesco della Benetton si rivela nettamente più veloce sul giro, tuttavia non riesce a superare il ferrarista: sui rettilinei si palesa la superiorità del motore V12 della Ferrari, rispetto al Ford V8 della Benetton.
Al quindicesimo passaggio il secondo pilota Benetton Jos Verstappen rientra ai box per il pit stop. Nel completare le operazioni tuttavia i meccanici sfilano troppo rapidamente il bocchettone di rifornimento del carburante: tale manovra impropria, complice la particolare soluzione implementata dalla scuderia britannica sulla valvola d'immissione del liquido (priva di filtro, in modo tale da velocizzare il travaso nel serbatoio e rendere l'operazione più veloce), causa una copiosa fuoriuscita di benzina che inonda la monoposto e, a contatto con il retrotreno rovente, s'incendia. Le fiamme vengono rapidamente domate e l'olandese riesce a mettersi in salvo autonomamente, riportando solo alcune lievi ustioni.
Nel frattempo la gara continua con Berger e Schumacher in lotta, seguiti a lunga distanza dalle Ligier di Panis e Bernard (avvantaggiate dalla bontà dei propulsori Renault, rispetto alle altre vetture). Il tedesco della Benetton decide di anticipare il pit-stop, cercando di avvantaggiarsi nei confronti di Berger, tuttavia al ventesimo giro è costretto al ritiro a causa della rottura del propulsore della sua Benetton.
Nelle battute finali della gara si scatena un duello tra Gianni Morbidelli ed Érik Comas per la conquista della quinta posizione, vinto infine dal pilota italiano.
Berger mantiene il comando della gara e vince; la Ferrari torna alla vittoria dopo quasi 4 anni di digiuno, ovvero dal Gran Premio di Spagna 1990. Completano il podio Olivier Panis ed Éric Bernard; la Ligier piazza due vetture sul podio a quasi 9 anni di distanza dall'ultima volta, ossia dal Gran Premio d'Australia 1985. È la quarta ed ultima volta che ciò accade nella storia della casa francese, destinata a cessare l'attività da lì a due anni.

### Classifica
| Pos | No | Pilota                | Costruttore       | Giri | Tempo/Ritiro          | Griglia | Punti |
| --- | -- | --------------------- | ----------------- | ---- | --------------------- | ------- | ----- |
| 1   | 28 | Gerhard Berger        | Ferrari           | 45   | 1:22:37.2             | 1       | 10    |
| 2   | 26 | Olivier Panis         | Ligier-Renault    | 45   | +54.779               | 12      | 6     |
| 3   | 25 | Éric Bernard          | Ligier-Renault    | 45   | +1:05.042             | 14      | 4     |
| 4   | 9  | Christian Fittipaldi  | Footwork-Ford     | 45   | +1:21.609             | 17      | 3     |
| 5   | 10 | Gianni Morbidelli     | Footwork-Ford     | 45   | +1:30.544             | 16      | 2     |
| 6   | 20 | Érik Comas            | Larrousse-Ford    | 45   | +1:45.445             | 22      | 1     |
| 7   | 19 | Olivier Beretta       | Larrousse-Ford    | 44   | +1 giro               | 24      |       |
| 8   | 0  | Damon Hill            | Williams-Renault  | 44   | +1 giro               | 3       |       |
| Rit | 32 | Jean-Marc Gounon      | Simtek-Ford       | 39   | Motore                | 26      |       |
| Rit | 31 | David Brabham         | Simtek-Ford       | 37   | Frizione              | 25      |       |
| Rit | 5  | Michael Schumacher    | Benetton-Ford     | 20   | Motore                | 4       |       |
| Rit | 8  | Martin Brundle        | McLaren-Peugeot   | 19   | Motore                | 13      |       |
| Rit | 2  | David Coulthard       | Williams-Renault  | 17   | Problemi elettrici    | 6       |       |
| Rit | 6  | Jos Verstappen        | Benetton-Ford     | 15   | Incendio ai box       | 19      |       |
| Rit | 3  | Ukyo Katayama         | Tyrrell-Yamaha    | 6    | Cambio                | 5       |       |
| Rit | 27 | Jean Alesi            | Ferrari           | 1    | Problemi elettrici    | 2       |       |
| Rit | 4  | Mark Blundell         | Tyrrell-Yamaha    | 0    | Incidente in partenza | 7       |       |
| Rit | 7  | Mika Häkkinen         | McLaren-Peugeot   | 0    | Incidente in partenza | 8       |       |
| Rit | 30 | Heinz-Harald Frentzen | Sauber-Mercedes   | 0    | Incidente in partenza | 9       |       |
| Rit | 15 | Eddie Irvine          | Jordan-Hart       | 0    | Incidente in partenza | 10      |       |
| Rit | 14 | Rubens Barrichello    | Jordan-Hart       | 0    | Incidente in partenza | 11      |       |
| Rit | 12 | Johnny Herbert        | Lotus-Mugen-Honda | 0    | Incidente in partenza | 15      |       |
| Rit | 29 | Andrea De Cesaris     | Sauber-Mercedes   | 0    | Incidente in partenza | 18      |       |
| Rit | 23 | Pierluigi Martini     | Minardi-Ford      | 0    | Incidente in partenza | 20      |       |
| Rit | 11 | Alessandro Zanardi    | Lotus-Mugen-Honda | 0    | Incidente in partenza | 21      |       |
| Rit | 24 | Michele Alboreto      | Minardi-Ford      | 0    | Incidente in partenza | 23      |       |
| NQ  | 34 | Bertrand Gachot       | Pacific-Ilmor     |      |                       |         |       |
| NQ  | 33 | Paul Belmondo         | Pacific-Ilmor     |      |                       |         |       |

## Classifiche

### Piloti
| Pos | Pilota                | Punti |
| --- | --------------------- | ----- |
| 1   | Michael Schumacher    | 66    |
| 2   | Damon Hill            | 39    |
| 3   | Gerhard Berger        | 27    |
| 4   | Jean Alesi            | 19    |
| 5   | Rubens Barrichello    | 10    |
| 6   | Mika Häkkinen         | 8     |
| 7   | Martin Brundle        | 6     |
| =   | Nicola Larini         | 6     |
| =   | Christian Fittipaldi  | 6     |
| =   | Olivier Panis         | 6     |
| 11  | Heinz Harald Frentzen | 5     |
| =   | Ukyo Katayama         | 5     |
| 13  | Karl Wendlinger       | 4     |
| =   | Mark Blundell         | 4     |
| =   | Andrea De Cesaris     | 4     |
| =   | Pierluigi Martini     | 4     |
| =   | David Coulthard       | 4     |
| =   | Éric Bernard          | 4     |
| 19  | Érik Comas            | 2     |
| =   | Gianni Morbidelli     | 2     |
| 21  | Michele Alboreto      | 1     |
| =   | Eddie Irvine          | 1     |
| =   | JJ Lehto              | 1     |

### Costruttori
| Pos | Team      | Punti |
| --- | --------- | ----- |
| 1   | Benetton  | 67    |
| 2   | Ferrari   | 52    |
| 3   | Williams  | 43    |
| 4   | Jordan    | 14    |
| =   | McLaren   | 14    |
| 6   | Sauber    | 10    |
| =   | Ligier    | 10    |
| 8   | Tyrrell   | 9     |
| 9   | Footwork  | 8     |
| 10  | Minardi   | 5     |
| 11  | Larrousse | 2     |